# Шаш (Суня)
Шаш (хорв. Šaš) — населений пункт у Хорватії, в Сисацько-Мославинській жупанії у складі громади Суня.

## Населення
Населення за даними перепису 2011 року становило 307 осіб.
Динаміка чисельності населення поселення:

## Клімат
Середня річна температура становить 11,14 °C, середня максимальна – 25,84 °C, а середня мінімальна – -6,03 °C. Середня річна кількість опадів – 950 мм.
| Клімат поселення                              | Клімат поселення | Клімат поселення | Клімат поселення | Клімат поселення | Клімат поселення | Клімат поселення | Клімат поселення | Клімат поселення | Клімат поселення | Клімат поселення | Клімат поселення | Клімат поселення | Клімат поселення |
| Показник                                      | Січ.             | Лют.             | Бер.             | Квіт.            | Трав.            | Черв.            | Лип.             | Серп.            | Вер.             | Жовт.            | Лист.            | Груд.            |                  |
| Середній максимум, °C                         | 7,48             | 9,41             | 13,83            | 18,22            | 22,65            | 25,84            | 24,74            | 23,98            | 20,33            | 15,45            | 10,09            | 5,88             |                  |
| Середня температура, °C                       | 0,74             | 2,65             | 7,06             | 11,47            | 15,91            | 19,08            | 20,80            | 20,06            | 16,38            | 11,50            | 6,16             | 1,93             |                  |
| Середній мінімум, °C                          | −6,03            | −4,1             | 0,31             | 4,72             | 9,14             | 12,33            | 16,87            | 16,10            | 12,44            | 7,56             | 2,22             | −2,01            |                  |
| Норма опадів, мм                              | 60               | 57               | 66               | 80               | 83               | 94               | 86               | 86               | 83               | 87               | 93               | 75               |                  |
| Середньомісячна швидкість вітру, м/с          | 1.60             | 1.80             | 2.20             | 2.10             | 1.99             | 1.80             | 1.79             | 1.60             | 1.60             | 1.60             | 1.68             | 1.70             |                  |
| Середньомісячна сонячна радіація, кДж/м²·день | 4315             | 7113             | 10919            | 15370            | 19711            | 21855            | 22932            | 20040            | 14822            | 9145             | 4886             | 3579             |                  |
| --------------------------------------------- | ---------------- | ---------------- | ---------------- | ---------------- | ---------------- | ---------------- | ---------------- | ---------------- | ---------------- | ---------------- | ---------------- | ---------------- | ---------------- |
| Джерело:                                      |                  |                  |                  |                  |                  |                  |                  |                  |                  |                  |                  |                  |                  |